# Іван Богоров
Іван Богоров (болг. Иван Богоров; 1818, Карлово —†1892) — болгарський енциклопедист часів Національного Відродження.
Автор першої болгарської граматики, виданої в 1844 в Бухаресті. Створив літературний стандарт болгарської мови на базі центральних діалектів з західними впливами. Противник запозичень з російської мови. Опрацював Болгарський словник, видав велику збірку народних пісень (1842). Редактор однієї з найважливіших газет періоду болгарського національного відродження «Цареградський вісник» («Цариградски вестник»), що видавалася у Стамбулі.